# 7112 Ghislaine
A 7112 Ghislaine (ideiglenes jelöléssel 1986 GV) a Naprendszer kisbolygóövében található aszteroida. Carolyn Shoemaker és Eugene Merle Shoemaker fedezte fel 1986. április 3-án.